# Benoîtville
Benoîtville ou Benoistville est une commune française, située dans le département de la Manche en région Normandie, peuplée de 612 habitants.

## Géographie

### Localisation
Les communes limitrophes sont Helleville, Grosville, Les Pieux, Sotteville et Tréauville.

### Hydrographie
La commune est située dans le bassin Seine-Normandie. Elle est drainée par la Diélette et un autre petit cours d'eau,.
La Diélette, d'une longueur de 13 km, prend sa source dans la commune de Bricquebosq et se jette dans le golfe de Saint-Malo à Tréauville, après avoir traversé cinq communes.

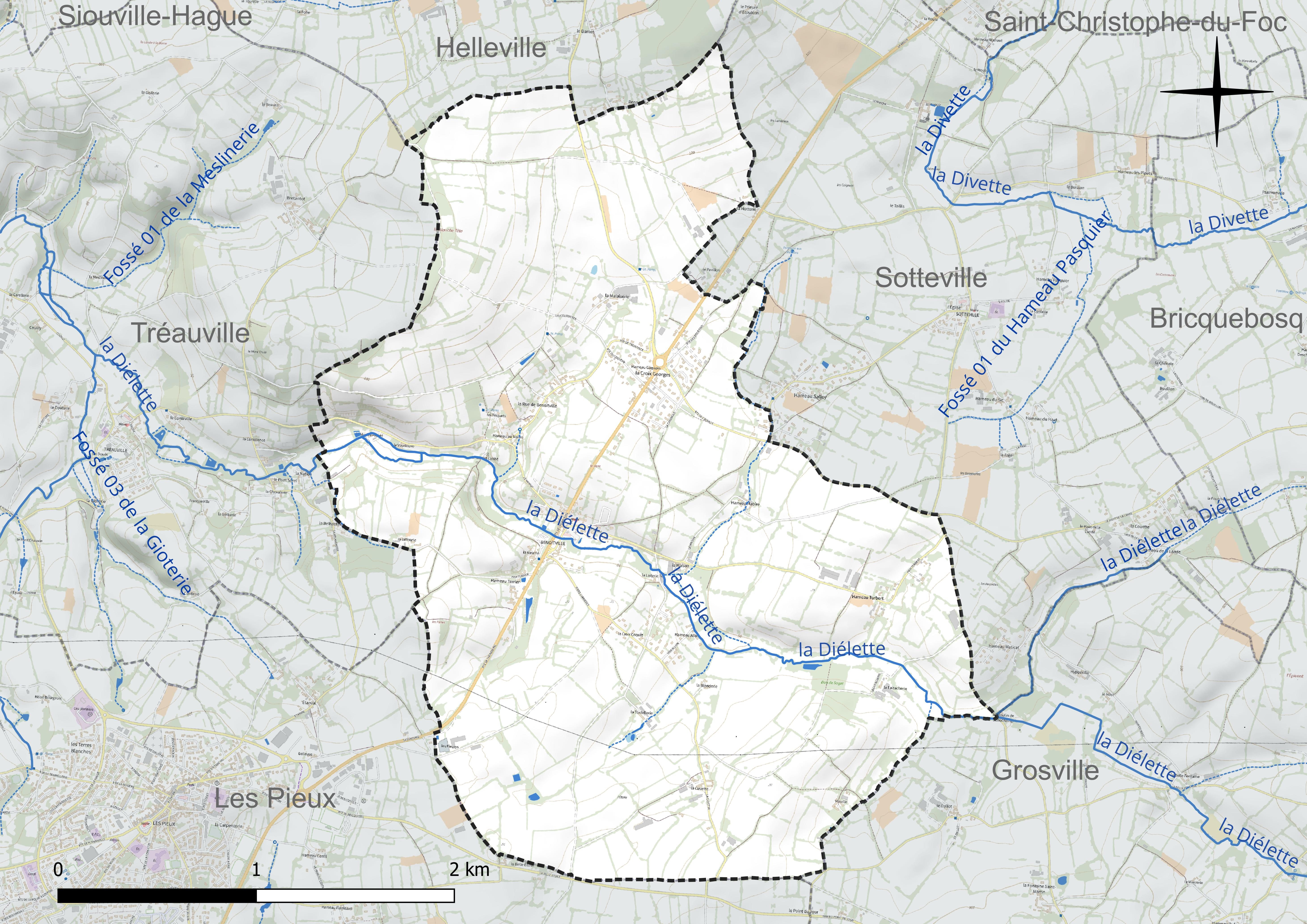
Réseau hydrographique de Benoîtville.

### Climat
Pour des articles plus généraux, voir Climat de la Normandie et Climat de la Manche.
En 2010, le climat de la commune est de type climat océanique franc, selon une étude du CNRS s'appuyant sur une série de données couvrant la période 1971-2000. En 2020, Météo-France publie une typologie des climats de la France métropolitaine dans laquelle la commune est exposée à un climat océanique et est dans la région climatique  Normandie (Cotentin, Orne), caractérisée par une pluviométrie relativement élevée (850 mm/a) et un été frais (15,5 °C) et venté. Parallèlement le GIEC normand, un groupe régional d'experts sur le climat, différencie quant à lui, dans une étude de 2020, trois grands types de climats pour la région Normandie, nuancés à une échelle plus fine par les facteurs géographiques locaux. La commune est, selon ce zonage, exposée à un « climat maritime », correspondant au Cotentin et à l'ouest du département de la Manche, frais, humide et pluvieux, où les contrastes pluviométrique et thermique sont parfois très prononcés en quelques kilomètres quand le relief est marqué.
Pour la période 1971-2000, la température annuelle moyenne est de 11 °C, avec une amplitude thermique annuelle de 11,1 °C. Le cumul annuel moyen de précipitations est de 856 mm, avec 13,7 jours de précipitations en janvier et 7,9 jours en juillet. Pour la période 1991-2020, la température moyenne annuelle observée sur la station météorologique la plus proche, située sur la commune de La Hague à 16 km à vol d'oiseau, est de 13,1 °C et le cumul annuel moyen de précipitations est de 480,0 mm. Pour l'avenir, les paramètres climatiques de la commune estimés pour 2050 selon différents scénarios d'émission de gaz à effet de serre sont consultables sur un site dédié publié par Météo-France en novembre 2022.

## Urbanisme

### Typologie
Au 1er janvier 2024, Benoîtville est catégorisée commune rurale à habitat dispersé, selon la nouvelle grille communale de densité à sept niveaux définie par l'Insee en 2022.
Elle est située hors unité urbaine.
Par ailleurs la commune fait partie de l'aire d'attraction de Cherbourg-en-Cotentin, dont elle est une commune de la couronne,. Cette aire, qui regroupe 77 communes, est catégorisée dans les aires de 50 000 à moins de 200 000 habitants,.

### Occupation des sols

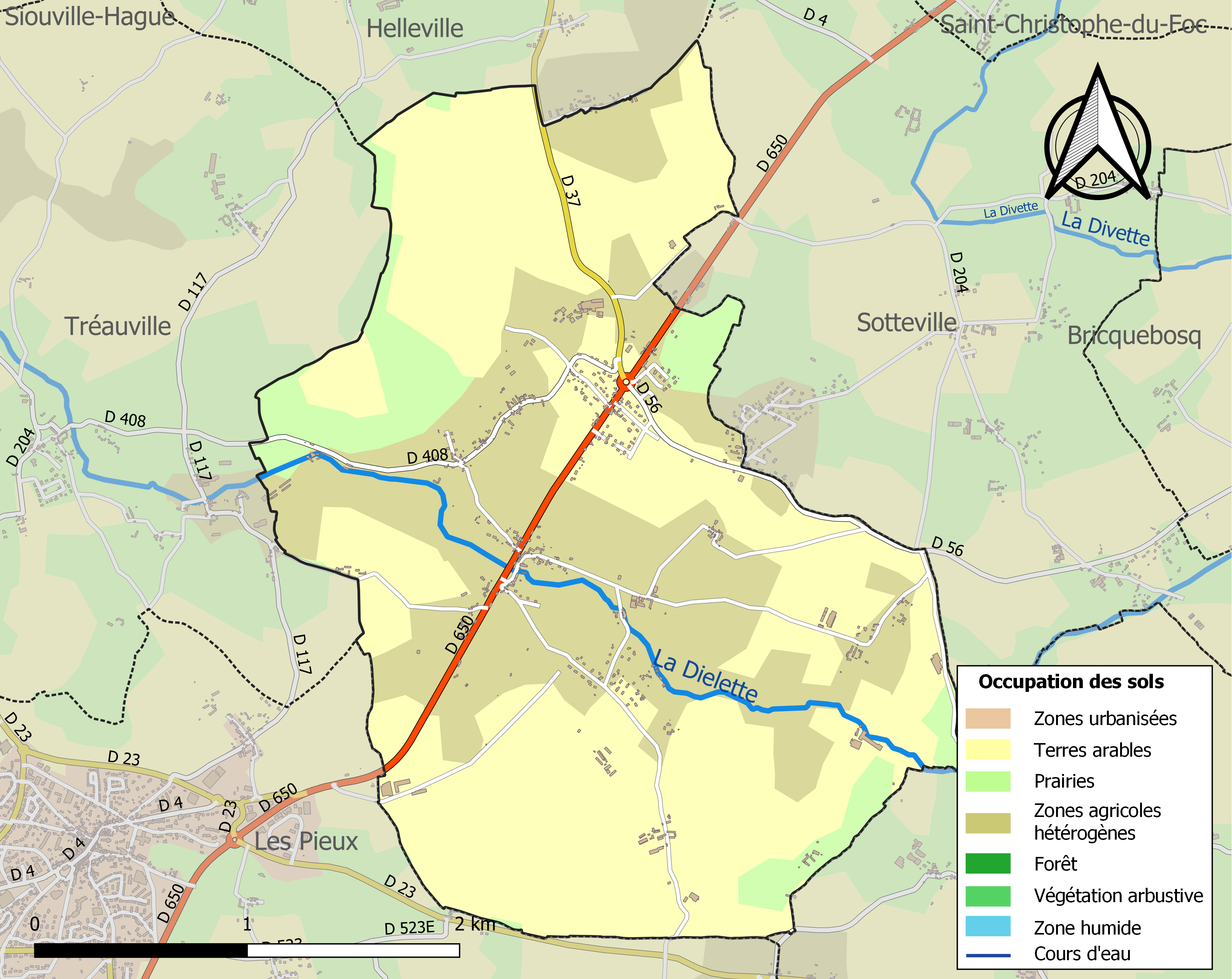
Carte des infrastructures et de l'occupation des sols de la commune en 2018 (CLC).

L'occupation des sols de la commune, telle qu'elle ressort de la base de données européenne d'occupation biophysique des sols Corine Land Cover (CLC), est marquée par l'importance des territoires agricoles (100 % en 2018), une proportion identique à celle de 1990 (100 %).
La répartition détaillée en 2018 est la suivante : terres arables (56,2 %), zones agricoles hétérogènes (35,4 %), prairies (8,4 %).
L'évolution de l'occupation des sols de la commune et de ses infrastructures peut être observée sur les différentes représentations cartographiques du territoire : la carte de Cassini (XVIIIe siècle), la carte d'état-major (1820-1866) et les cartes ou photos aériennes de l'IGN pour la période actuelle (1950 à aujourd'hui).

## Toponymie
Le nom de la localité est attesté sous les formes Benedicti villa entre 996 et 1008, Benedicta villa vers 1080, et entre 1156 et 1181, ecclesia Benedicte ville entre 1174 et 1182, Benedictivilla en 1195, Benedicta villa en 1215, ecclesia de Benedictavilla en 1332, Benedicta villa en 1351 et en 1352, Benestville en 1421.
La première attestation, Benedicti villa, « le domaine rural de Benedictus », qui précède de près d'un siècle les formes en -a, a pu avoir pendant un certain temps une coexistence avec les autres formes.
Au vu de la forme Benedicta villa attestée du XIe au XIVe siècle, Albert Dauzat, Auguste Vincent, suivi de François de Beaurepaire, ont opté pour une interprétation par un adjectif qualifiant le mot ville, à savoir « la ville bénie ».
En septembre 2021, le conseil municipal vote pour la dénomination officielle de « Benoistville » ; en effet, en 1996, la commune avait déjà fait part de son désaccord sur l'orthographe « Benoîtville » enregistré par l'Insee.

## Histoire

### Moyen Âge
Au XIIe siècle, la paroisse relevait de l'honneur de Néhou.
Guillaume Cosquet (XIIIe siècle), seigneur de Mortemer à Benoistville, et également propriétaire à Cosqueville dans le Val de Saire, donna l'étang à l'abbaye de Montebourg.

### Temps modernes
En 1567, Pierre du Tertre, écuyer, sieur de Benoistville, de Longueville, Grosville et de la terre d'Ippeville, est taxé pour ces fiefs de 23 livres et 10 solz, dans le rôle des nobles et roturiers, au titre du ban et de l'arrière ban de la vicomté de Coutances, réalisé par Gilles Dancel, seigneur d'Audouville, lieutenant général du bailli de Cotentin, tenu à Coutances les 20-22 octobre. Le fief de Benoistville, huitième de fief de haubert, relevait de la vicomté de Valognes. Dans le même rôle, Jehan Meurdrac, écuyer, sieur de Mortemer, est taxé pour ce fief de 50 solz. Le fief de Mortemer à Benoistville, quart de fief de haubert, relevait de la baronnie de La Haye-du-Puits.

## Politique et administration
| Période                                  | Période      | Identité       | Étiquette | Qualité                                      |
| ---------------------------------------- | ------------ | -------------- | --------- | -------------------------------------------- |
|                                          | 1991         | Albert Leroy   |           |                                              |
| avril 1991                               | 14 mars 2008 | Henri Legoupil | SE        | Agriculteur                                  |
| mars 2008                                | En cours     | Daniel Gancel  | SE        | Retraité de la gendarmerie, clerc d'huissier |
| Les données manquantes sont à compléter. |              |                |           |                                              |

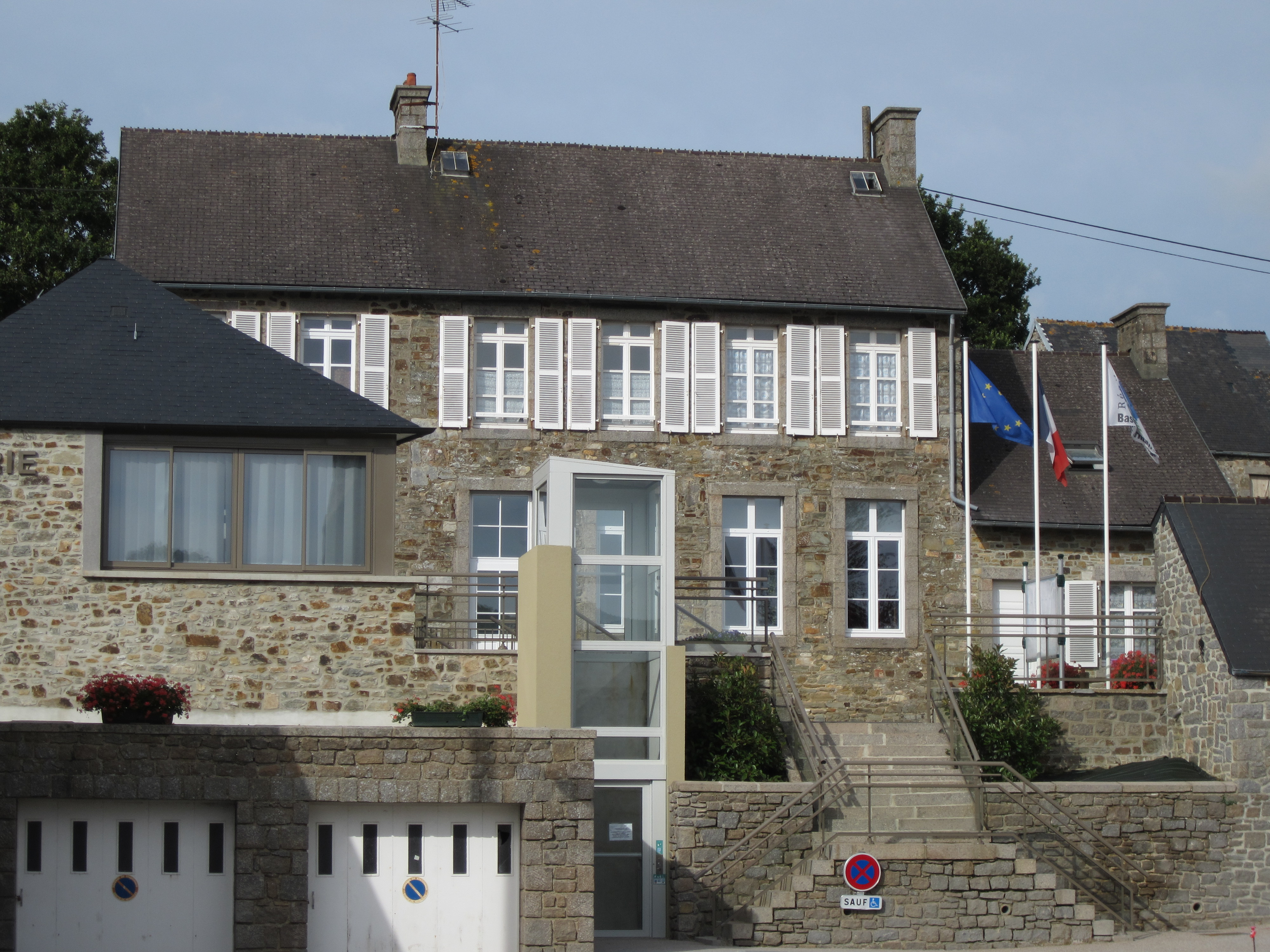
La mairie.

Le conseil municipal est composé de quinze membres dont le maire et trois adjoints.

## Population et société
Les habitants de la commune sont appelés les Benoîtvillais.

### Démographie
L'évolution du nombre d'habitants est connue à travers les recensements de la population effectués dans la commune depuis 1793. Pour les communes de moins de 10 000 habitants, une enquête de recensement portant sur toute la population est réalisée tous les cinq ans, les populations de référence des années intermédiaires étant quant à elles estimées par interpolation ou extrapolation. Pour la commune, le premier recensement exhaustif entrant dans le cadre du nouveau dispositif a été réalisé en 2004.
En 2022, la commune comptait 612 habitants, en évolution de −1,61 % par rapport à 2016 (Manche : −0,31 %, France hors Mayotte : +2,11 %).
Benoîtville a compté jusqu'à 667 habitants en 1841.
| 1793 | 1800 | 1806 | 1821 | 1831 | 1836 | 1841 | 1846 | 1851 |
| ---- | ---- | ---- | ---- | ---- | ---- | ---- | ---- | ---- |
| 650  | 552  | 613  | 614  | 615  | 652  | 667  | 660  | 646  |

| 1856 | 1861 | 1866 | 1872 | 1876 | 1881 | 1886 | 1891 | 1896 |
| ---- | ---- | ---- | ---- | ---- | ---- | ---- | ---- | ---- |
| 602  | 570  | 555  | 522  | 507  | 511  | 502  | 462  | 441  |

| 1901 | 1906 | 1911 | 1921 | 1926 | 1931 | 1936 | 1946 | 1954 |
| ---- | ---- | ---- | ---- | ---- | ---- | ---- | ---- | ---- |
| 428  | 420  | 434  | 432  | 434  | 408  | 398  | 424  | 420  |

| 1962 | 1968 | 1975 | 1982 | 1990 | 1999 | 2004 | 2006 | 2009 |
| ---- | ---- | ---- | ---- | ---- | ---- | ---- | ---- | ---- |
| 363  | 336  | 320  | 416  | 443  | 458  | 524  | 541  | 571  |

| 2014 | 2019 | 2022 | - | - | - | - | - | - |
| ---- | ---- | ---- | - | - | - | - | - | - |
| 620  | 608  | 612  | - | - | - | - | - | - |

### Manifestations culturelles et festivités
« Fête de la musique acoustique » depuis 2009, en juin.

### Cultes
L'église est aujourd'hui rattachée à la nouvelle paroisse Notre-Dame du doyenné de Cherbourg-Hague.

## Économie
Une laiterie fonctionna de 1904 à 1969. Elle fut reconvertie partiellement en forge (avec sa haute cheminée en briques), jusqu'au début des années 2000, puis les bâtiments furent vendus pour devenir un logement.

## Culture locale et patrimoine

### Lieux et monuments
- Église Saint-Pierre des XIIIe, XIXe – XXe siècle, avec une nef et un chœur des XIIIe – XIVe siècles et dont le clocher flèche du XIXe siècle est inscrit au titre des monuments historiques[33]. Elle abrite des statues anciennes dont une Vierge à l'Enfant du XIVe siècle classée au titre objet en 1972[34]. Sont également conservés un lavabo du sanctuaire du XIIe, une verrière du XXe de Gabriel Loire, les statues de saint Fiacre du XVIe restaurée et originale, saint Pierre et saint Éloi du XVIIIe[25].
- La maison de Benoistville. Ancien manoir seigneurial du XVIIe, remanié au XVIIIe siècle[25].
- Croix de chemin dites croix Georges du XIXe siècle et croix Cosquet du XVIIe siècle.
- Croix de cimetière du XIXe siècle.
- Calvaire daté de 1805, restauré en 1862.